# Восканян, Ашот Ерджаникович
Ашо́т Ерджа́никович Восканя́н (арм. Աշոտ  Ոսկանյան, 20 мая 1953, Ереван) — армянский государственный деятель.
- 1971—1976 — экономический факультет Ереванского сельскохозяйственного института, получив специальность экономиста-организатора.
- 1979—1981 — проходил переквалификацию в Московской сельскохозяйственной академии им. Тимирязева.
- 1976—1992 — работал в Армянском научно-исследовательском институте экономики и организации сельского хозяйства, старшим лаборантом, старшим помощником и старшим научным сотрудником.
- Февраль-май 1992 — работал в министерстве экономики Армении, заместителем начальника отдела сельскохозяйственного продовольствия, а в 1992—1993 — начальником.
- Февраль 1993 — Июль 1995 — был министром сельского хозяйства, а с июля 1995 по ноябрь 1996 — министром сельского хозяйства и продовольствия Армении.
- 1996—1998 — был директором сельскохозяйственного союза Армении.
- 1998—2004 — работал научным сотрудником, а позже советником в институте НИИ сельского хозяйства.
- С мая 2000 — председатель общественной организации «Агроразвитие».
- С декабря 2001 — доцент кафедры организации производства в Армянской сельскохозяйственной академии.
- С ноября 2004 — директор республиканского центра содействия сельскому хозяйству.